# 巴卡拉
巴卡拉（法語：Baccarat，法語發音：[bakaʁa]），法国东北部城市，大东部大区默尔特-摩泽尔省的一个市镇，隶属于吕内维尔区和吕内维尔-巴卡拉市镇公共社区，其市镇面积为13.5平方公里，2022年1月1日时人口数量为4,107人，在法国城市中排名第2,537位。
巴卡拉位于默尔特-摩泽尔省南部，是一个区域性的中心城市，因同名玻璃厂而闻名。

## 地名来源

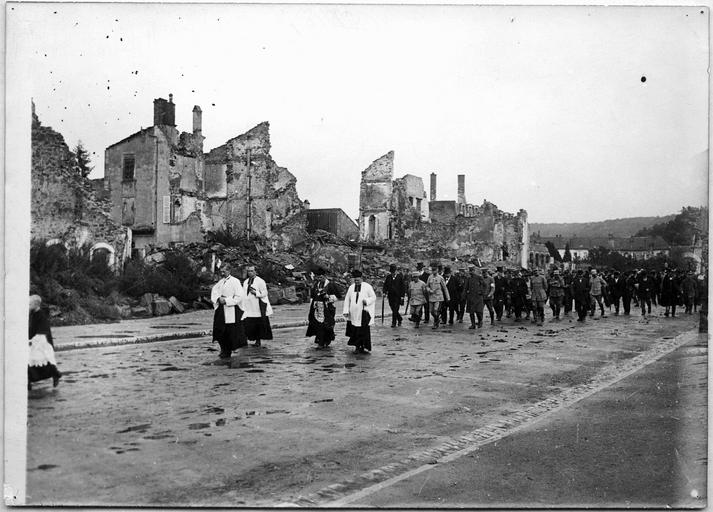
一战时期被破坏的巴卡拉

“巴卡拉”一名可能来源于古罗马神话人物巴克科斯，最初于1310年以的形式被记载。

## 历史
巴卡拉建于中世纪中期，最初为德讷夫尔的一处城郊居民区（Faubourg），13世纪时，梅斯主教阿德马尔·德·蒙蒂尔（Ademar de Montil）在此修建了一处城堡，附近还开垦了一片葡萄酒庄园。中世纪末期，巴卡拉因默尔特河水运的发展而逐渐成为一个重要的城镇。1760年，路易十五在此建立了琉璃厂。法国大革命后，巴卡拉成为默尔特-摩泽尔省的一个市镇，而当地的琉璃厂也于1817年成为了一处玻璃工厂，并直接以“巴卡拉”命名，该厂生产的玻璃制品在1855年的巴黎世界博览会上获得了金奖，此后出口至世界各地，成为巴卡拉重要的经济支柱。一战时期，巴卡拉被严重破坏。而建成于1924年的巴卡拉新市政厅在二战期间再次被损毁，战后恢复重建。

## 地理

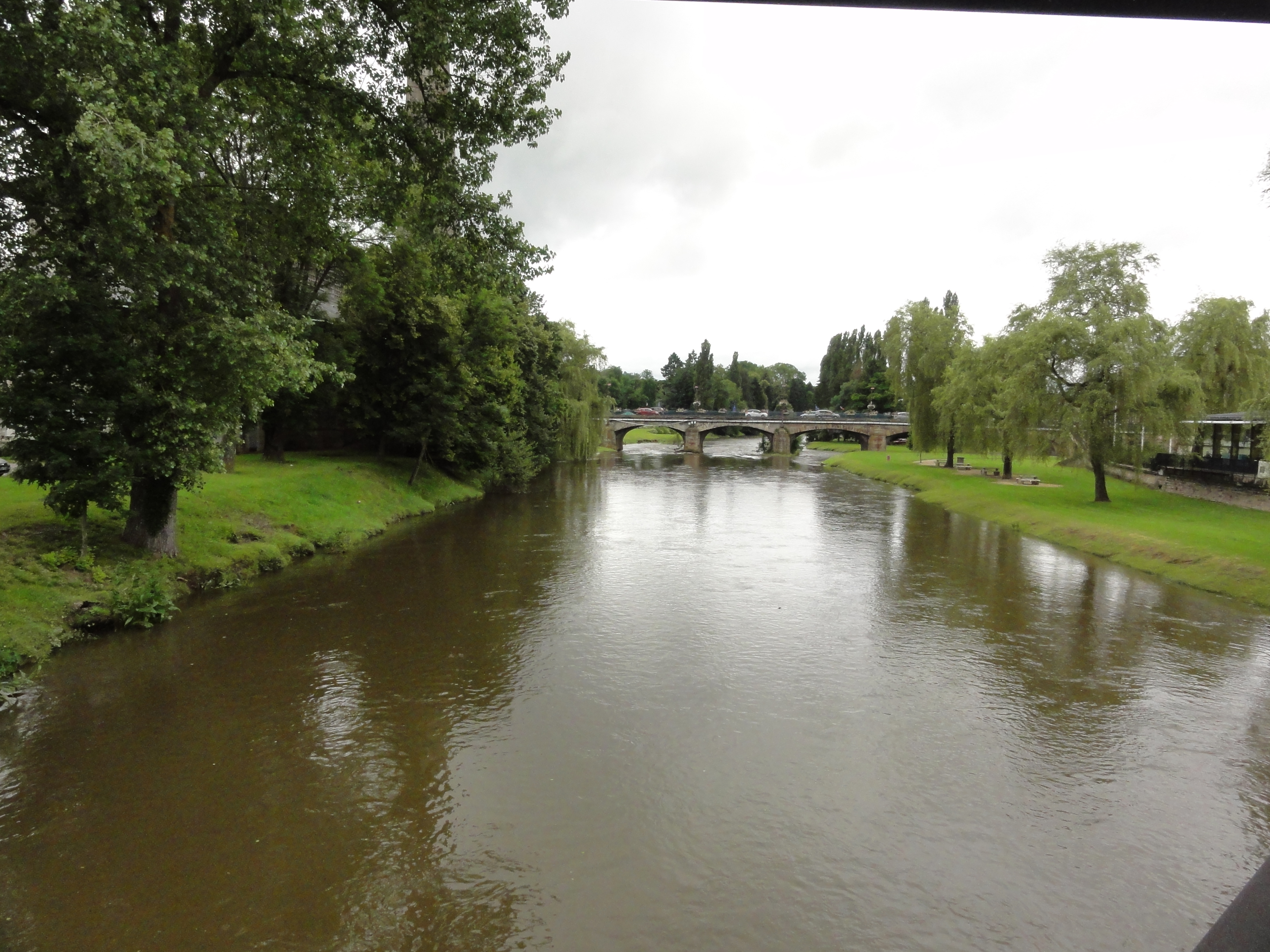
默尔特河巴卡拉段

巴卡拉位于法国东北部，大东部大区东部和默尔特-摩泽尔省南部，距离省会南锡大约59公里。与巴卡拉接壤的市镇包括：热拉库尔、阿兹拉耶、贝尔特里尚、德讷夫尔、格隆维尔、拉沙佩勒、梅尔维莱。

### 地形
巴卡拉位于孚日山西北部的余脉地区，境内以浅丘为主，市中心地势平坦，全境海拔在257到365米之间。

### 水文
默尔特河自东南向西北流经境内，该河是摩泽尔河的支流，属于莱茵河流域。

### 植被
巴卡拉属于温带落叶林区，市区北部的巴卡拉公园（Parc de Baccarat）是当地的主要城市绿地，森林则广泛分布于市区东西两侧的山地上。

### 气候
巴卡拉在柯本气候分类法中属于带有大陆性特征的温带海洋性气候。

## 行政区划
巴卡拉是法国大东部大区默尔特-摩泽尔省的一个市镇，编号为54039。巴卡拉隶属于吕内维尔区、默尔特-摩泽尔省第二选区，管理巴卡拉县，同时也是吕内维尔-巴卡拉市镇公共社区的组成部分。
法国国家统计与经济研究所（简称）在进行数据统计时，未将巴卡拉划入任何城市核心区及城市区。同时，还将巴卡拉市镇整体看作一个“块区”（IRIS）。

## 交通

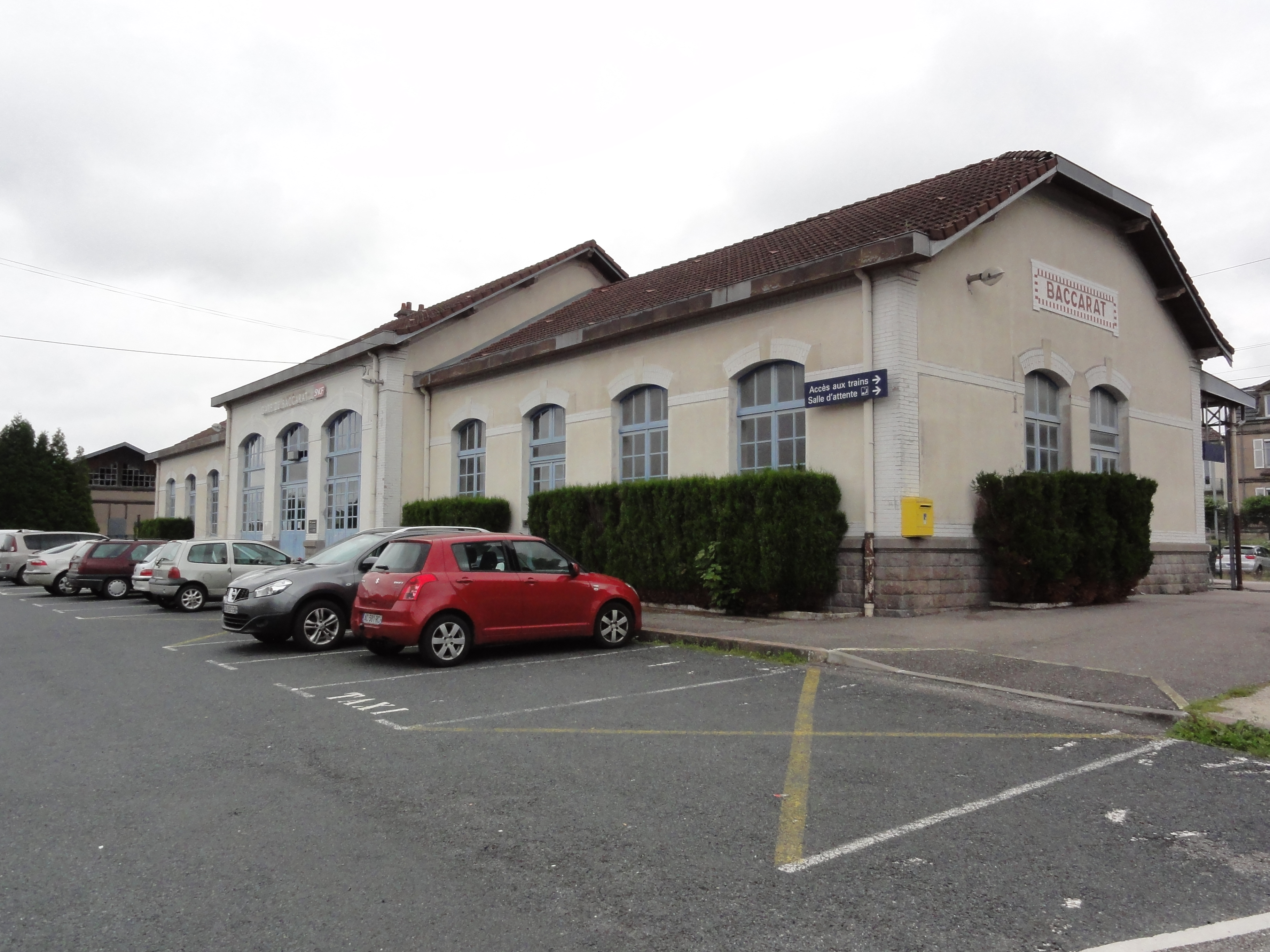
巴卡拉火车站

### 公路
法国国道N59线和多条默尔特-摩泽尔省省道在巴卡拉境内交汇。
2017年，64.6%的巴卡拉家庭拥有至少一辆的私人汽车。2016年，巴卡拉境内共发生各类交通事故1起，造成1人受伤。

### 铁路
巴卡拉位于吕内维尔－圣迪耶铁路上。巴卡拉站位于市区东部，停靠往返于南锡和孚日圣迪耶一线的区域列车。

### 航空
距离巴卡拉最近的民用航空站为南锡-梅斯机场，距离巴卡拉市中心的公路里程约96公里。

### 城市公共交通
巴卡拉暂无城市公共交通系统。

## 政治

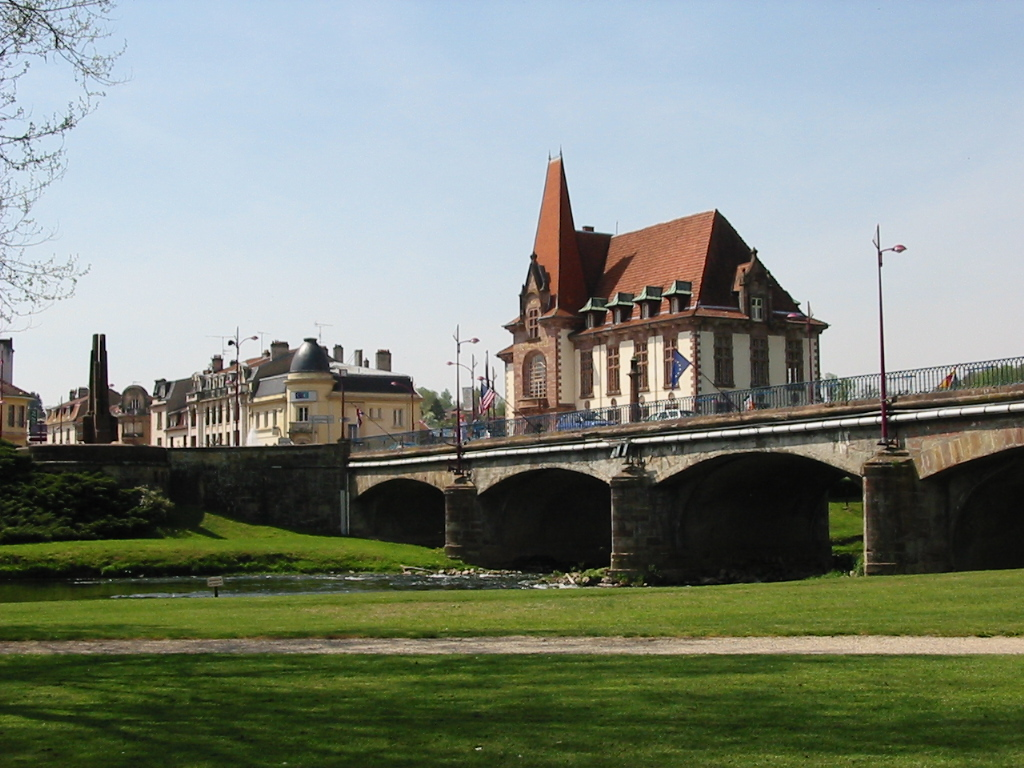
巴卡拉市政厅

巴卡拉的现任市长为克里斯蒂安·热克斯先生（Christian Gex），他是一名无党派人士，在2020年的市政选举中获得了64.2%的支持率。
在2017年的法国总统大选中，法国国民阵线主席玛丽娜·勒庞在巴卡拉获得了54.75%的支持率。

## 人口
2017年，巴卡拉市镇人口数量为4,330，在法国排名第2,537位。其中男性2,033人，女性2,297人，75岁及以上人口占10.9%，外籍人口数量为912人，人口密度为320人/平方公里，当地居民被称为（男性）或（女性）。2018年，巴卡拉境内出生37人，死亡人口74人。
| 年份   | 1946  | 1954  | 1962  | 1968  | 1975  | 1982  | 1990  | 1999  | 2006  | 2007  | 2008  | 2013  | 2018  |
| ------ | ----- | ----- | ----- | ----- | ----- | ----- | ----- | ----- | ----- | ----- | ----- | ----- | ----- |
| 人口數 | 5,034 | 6,024 | 6,067 | 5,856 | 5,590 | 5,433 | 5,022 | 4,746 | 4,671 | 4,663 | 4,654 | 4,440 | 4,225 |

## 经济
巴卡拉是一个区域性的中心城市，当地共有各类用人单位469家，平均历史为19年，其中99.22%为中小型企业（PME）。

## 财政收入
2018年，巴卡拉的财政收入总额为4,928,200欧元，财政支出总额为4,812,540欧元，当年的债务总额为6,184,240欧元。
2015年，巴卡拉的人均月收入总额为2,187欧元，其中高级职员为4,012欧元，中级职员为2,554欧元，普通职员为1,787欧元。
2017年，巴卡拉境内的青壮年（15至64岁）失业率为20%，当地43.2%的家庭拥有纳税资格。

## 社会事务

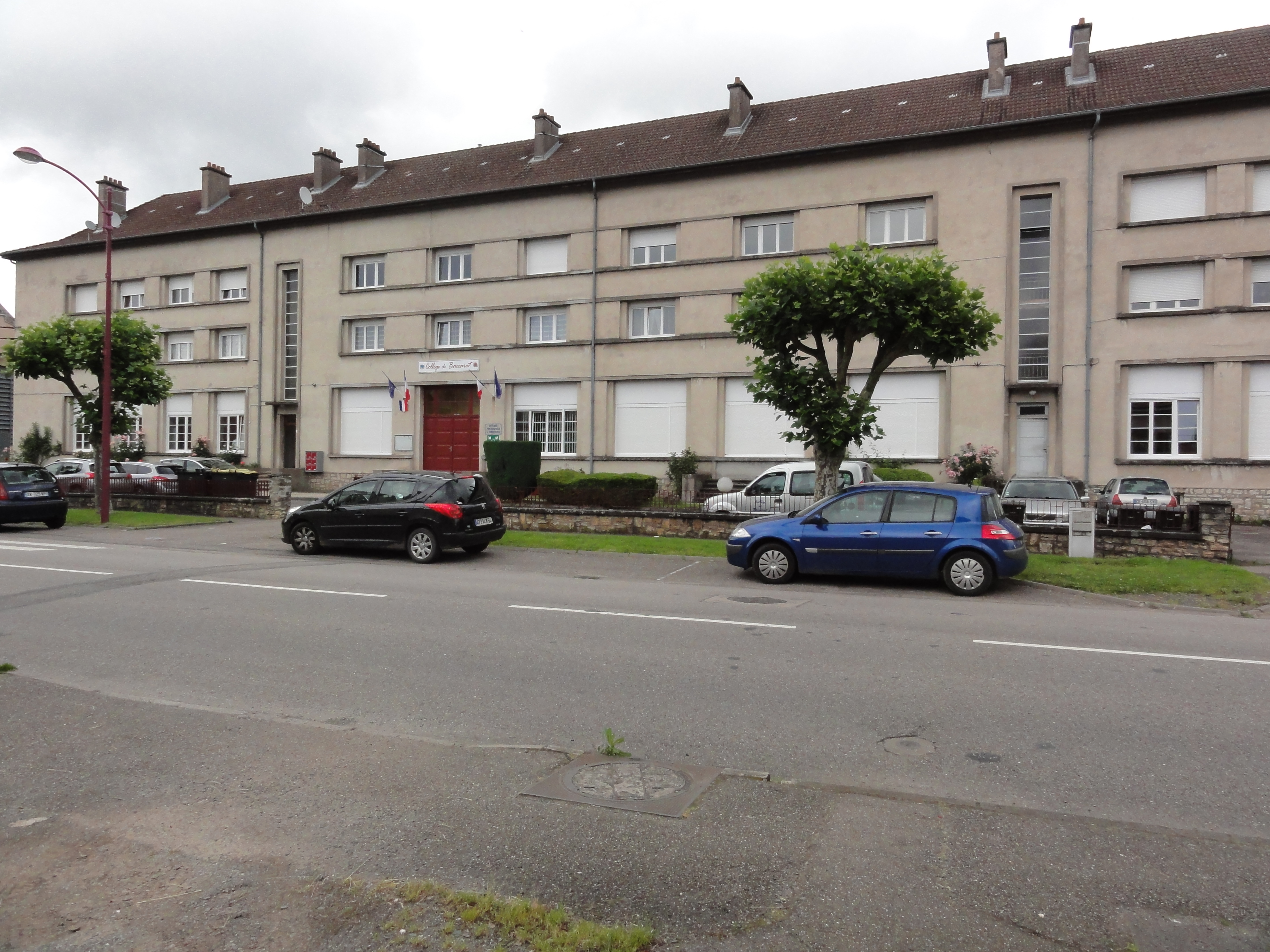
巴卡拉的一处初级中学

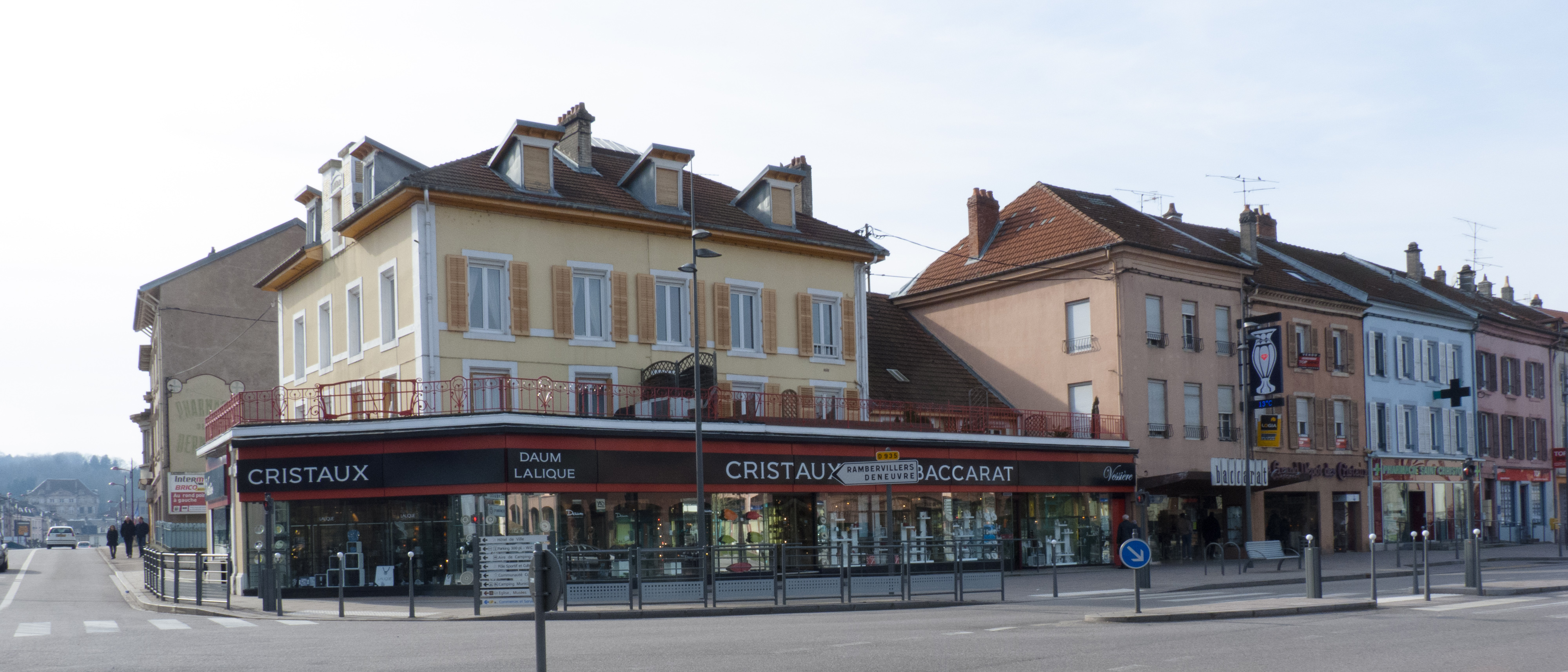
巴卡拉市中心的商铺

### 教育
巴卡拉属于南锡-梅斯学区。截止2019年1月1日，巴卡拉境内共有2所幼儿园、3所小学和1所初级中学。2018至2019学年度，巴卡拉境内共有在校中等教育阶段学生405名。

### 医疗
截止2019年1月1日，巴卡拉境内共有全科医生5名、保健师4名、牙医3名、护士8名和助产士1名。境内共有药房2家、养老院2家。
巴卡拉是吕内维尔中心医院（Centre Hospitalier de Lunéville）的服务范围，后者是法国的一个区域性医疗机构，其主病区位于吕内维尔市区，距离巴卡拉大约26公里，是当地规模最大的公立综合性医院，设有床位428个。

### 住房
2017年，巴卡拉境内共有各类住房2,506套，其中50.9%为独立式居民区，48.6%为集中式居民区。常住房屋占巴卡拉市镇范围内居民建筑总量的50.9%。

### 商业
2019年，巴卡拉境内共有各类实体商铺105家，其中餐厅12家、大型超市3家、面包房6家、肉铺2家、书店2家、银行门店4家、美容美发店8家、汽车维修店6家。市区北部建有大型开放式商业街区。

### 体育
2019年，巴卡拉境内共有1家游泳池、1间体育馆、4处网球场以及2处足球或橄榄球场。
2020年1月，巴卡拉境内有两支注册足球队，2020至2021赛季均参加默尔特-摩泽尔省足球联赛。
- 巴卡拉体育俱乐部（Sporting club de Baccarat）
- 巴卡拉战士体育联盟（Association sportive des vétérans de Baccarat）

### 环境
巴卡拉的环境事务由其所属的公共社区负责。2019年，巴卡拉境内共有2家污染企业。

### 治安
2019年，巴卡拉市镇范围内有1处宪兵队。
2014年，巴卡拉及附近地区共发生各类案件1,979起，其中盗窃类案件1,105起，经济类案件234起，毒品交易类案件161起。

## 文化

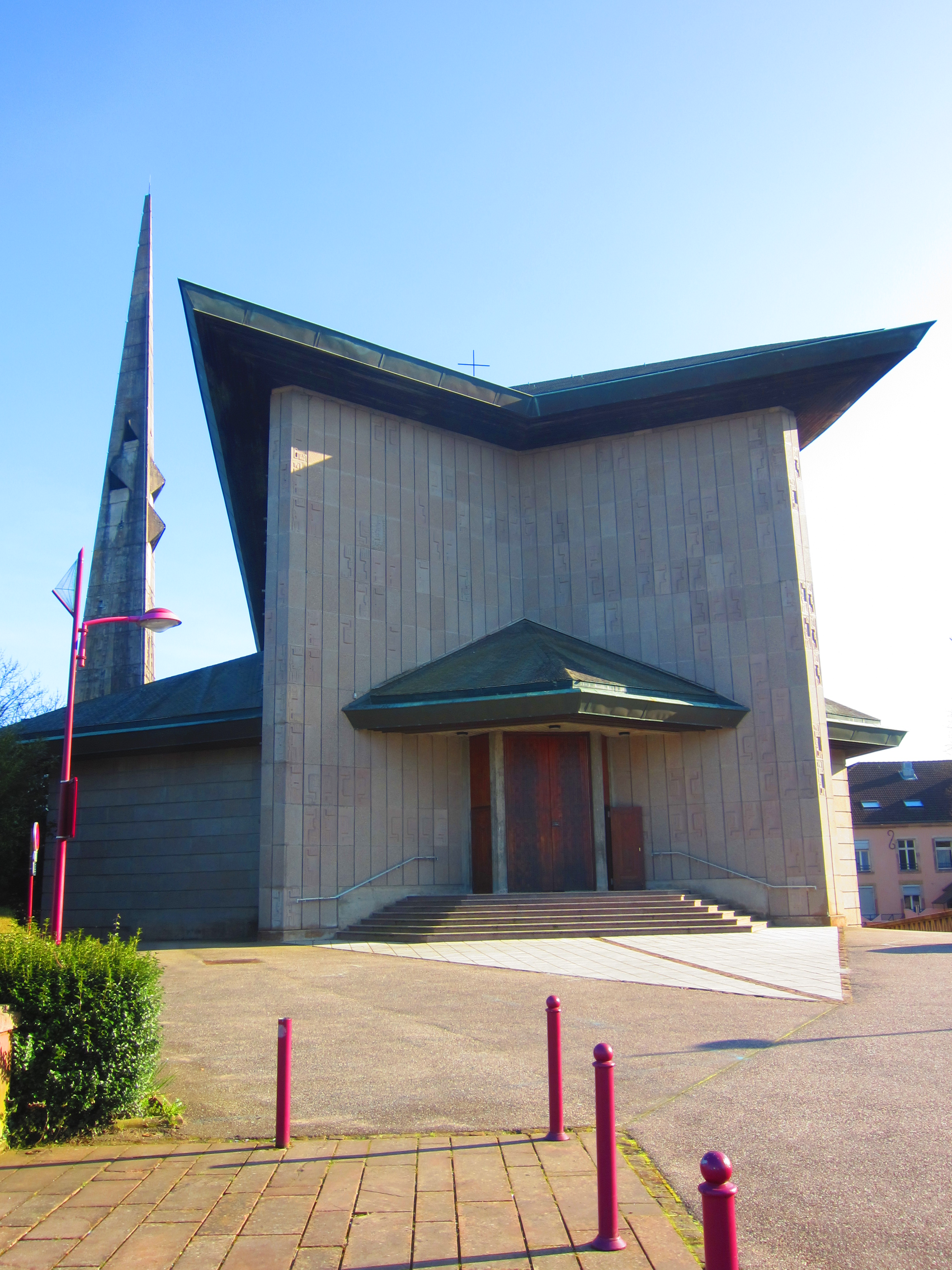
巴卡拉圣雷米教堂

2019年，巴卡拉境内有1家电影院。巴卡拉市政府提供多媒体中心，向公众全年开放。

### 建筑
巴卡拉圣雷米教堂是当地的标志性建筑，也是法国文物保护单位。

### 旅游
巴卡拉的旅游事务由其所属的公共社区负责。2020年，巴卡拉境内共有1家宾馆共计16间房间；另有1个露营地，可容纳共40辆露营车。

### 媒体
法国主要的媒体均可在巴卡拉接收，法国电视三台下属的大东部大区频道在部分时段播出巴卡拉所属区域的地方新闻。

## 友好城市
截至2021年1月，巴卡拉共与一座城市互为友好城市关系：
- 德国 盖恩斯巴赫